# Daniel Schmid
Daniel Schmid (Flims, 26 december 1941 – Graubünden, 5 augustus 2006) was een Zwitsers film- en operaregisseur.
Schmid werd geboren als zoon van een hoteleigenaar. Na zijn eindexamen in 1962, studeerde hij aan de Vrije Universiteit Berlijn, waarna hij als journalist en tolk aan de slag ging. In 1966 studeerde hij aan de filmacademie in Berlijn, waarna hij meerdere films maakte. Zijn bekendste films als acteur waren onder andere Händler der vier Jahreszeiten (1971) en Lili Marleen (1980) en als regisseur Beresina oder die letzten Tage der Schweiz (1999). Deze laatste film boekte in datzelfde jaar succes op de filmfestivals in Cannes en Locarno. Bij het Internationaal Filmfestival van Locarno werd Schmid geëerd voor al zijn werk.
In de jaren 80 schreef Schmid ook nog een aantal opera's.